# 工卡镇
工卡镇（藏語：གུང་དཀར་）是中国西藏自治区拉萨市墨竹工卡县下辖的一个建制镇。為墨竹工卡县政府的所駐地，同時也擁有墨竹工卡县大部分的人口。
工卡镇在西藏素來以陶器著稱，該陶器耐腐蝕、保溫且頗具有藏族民族風格，有著千年歷史。
1. ↑  .   [2009-11-29]. （原始内容存档于2011-07-21）.